# NGC 6174
NGC 6174 est une galaxie lenticulaire située dans la constellation d'Hercule. Sa vitesse par rapport au fond diffus cosmologique est de 8 194 ± 2 km/s, ce qui correspond à une distance de Hubble de 120,9 ± 8,5 Mpc (∼394 millions d'al). NGC 6174 a été découverte par le physicien irlandais George Stoney en 1849.
La galaxie au nord-ouest de NGC 6174 est PGC 58350, aussi désignée comme NGC 6174 NED01 par la base de données NASA/IPAC. La vitesse de cette dernière est de (8 486 ± 4) km/s et sa distance de Hubble est égale à 125,2 ± 8,8 Mpc (∼408 millions d'al). Étant donné les incertitudes sur les distances de ces deux galaxies, elles pourraient être vraiment rapprochées et former une paire physique de galaxies. Cependant, l'image du relevé SDSS ne montre aucune déformation de l'une ou l'autre.